# Stadion Hrasdan
Das Stadion Hrasdan (armenisch մարզադաշտ „Հրազդան“) ist ein Multifunktions-Stadion in Jerewan, Armenien.
Es besitzt ausschließlich Sitzplätze und ist das Heimatstadion der armenischen Fußballvereine FC Ararat Jerewan und FC Kilikia Jerewan. Mit 55.000 Sitzplätzen ist es das größte Stadion Armeniens. Erbaut wurde es 1972, bevor es 2002 und 2008 grundrenoviert wurde. 
Neben den Heimspielen vom FC Ararat und FC Kilikia findet hier auch das jährliche Finale des Armenischen Fußballpokals statt. Darüber hinaus ist das Stadion laut UEFA für europäische Finalspiele geeignet.

## Galerie

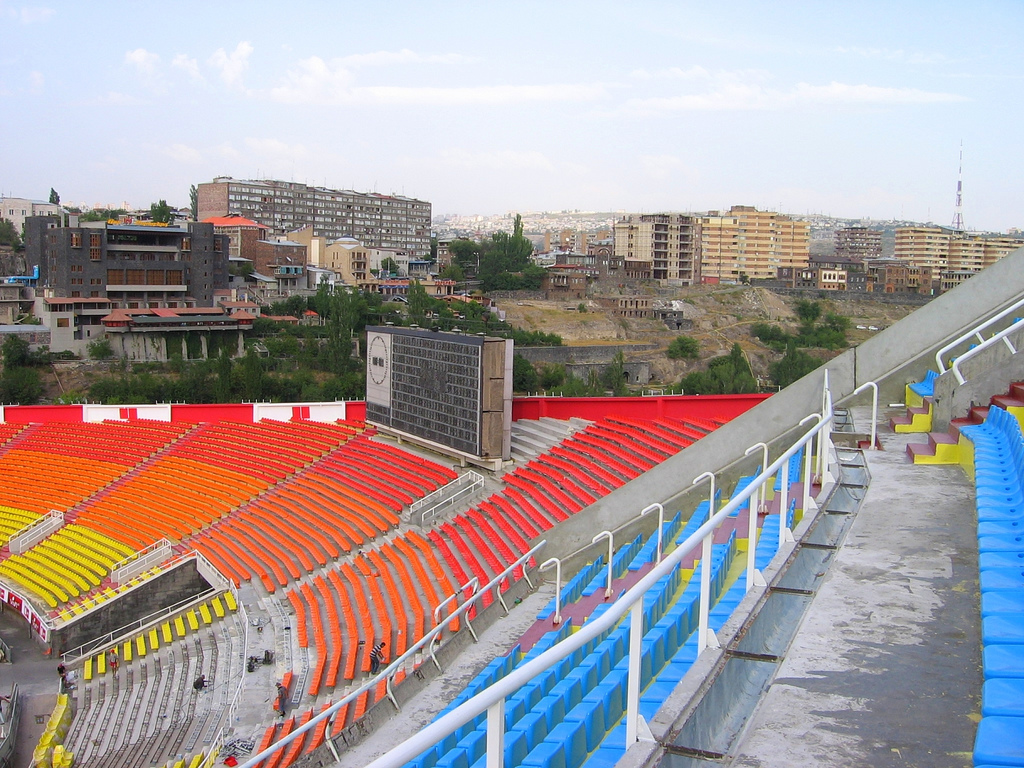
Sitzreihen (2012)
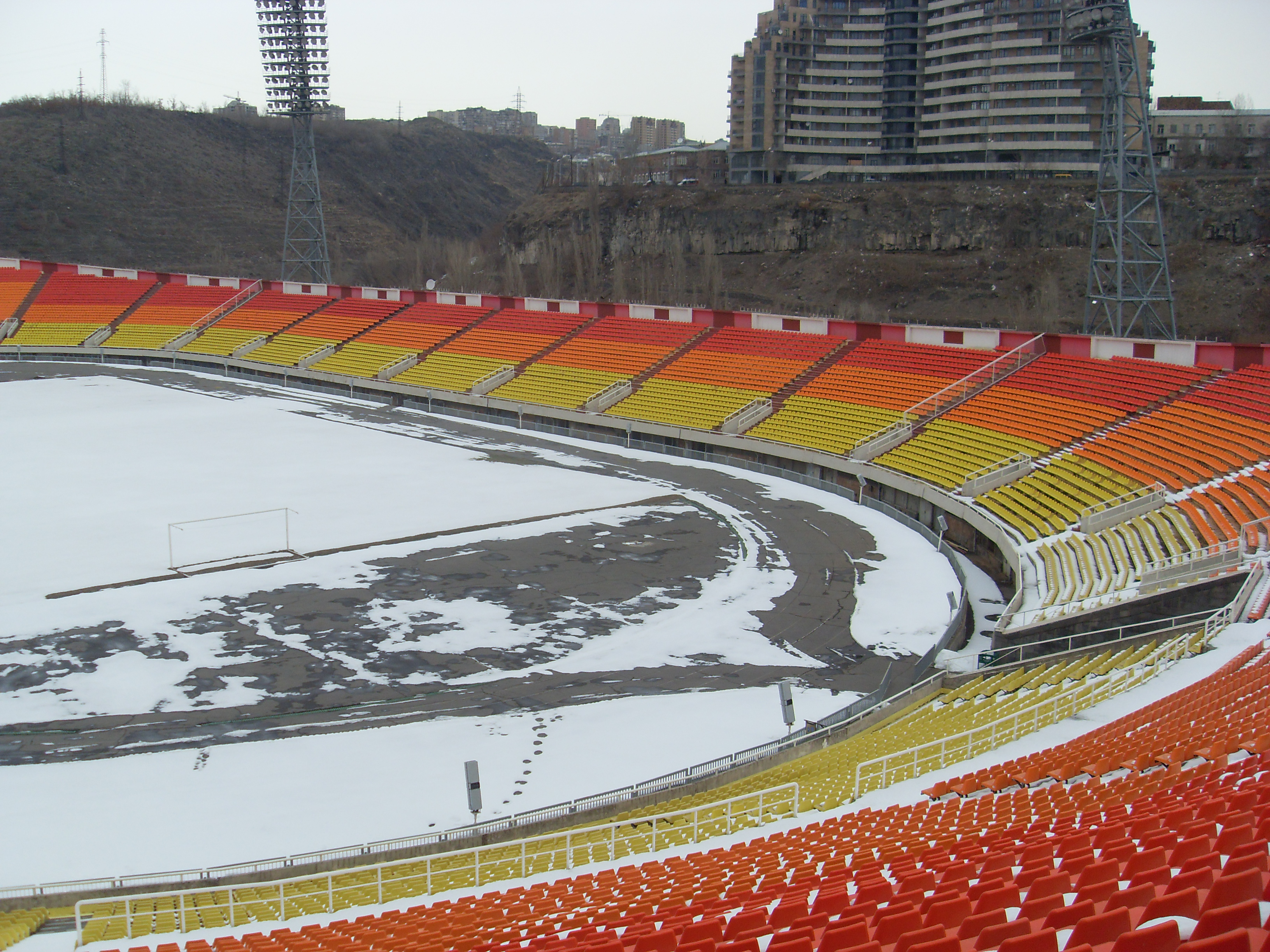
Schneedecke im März (2012)
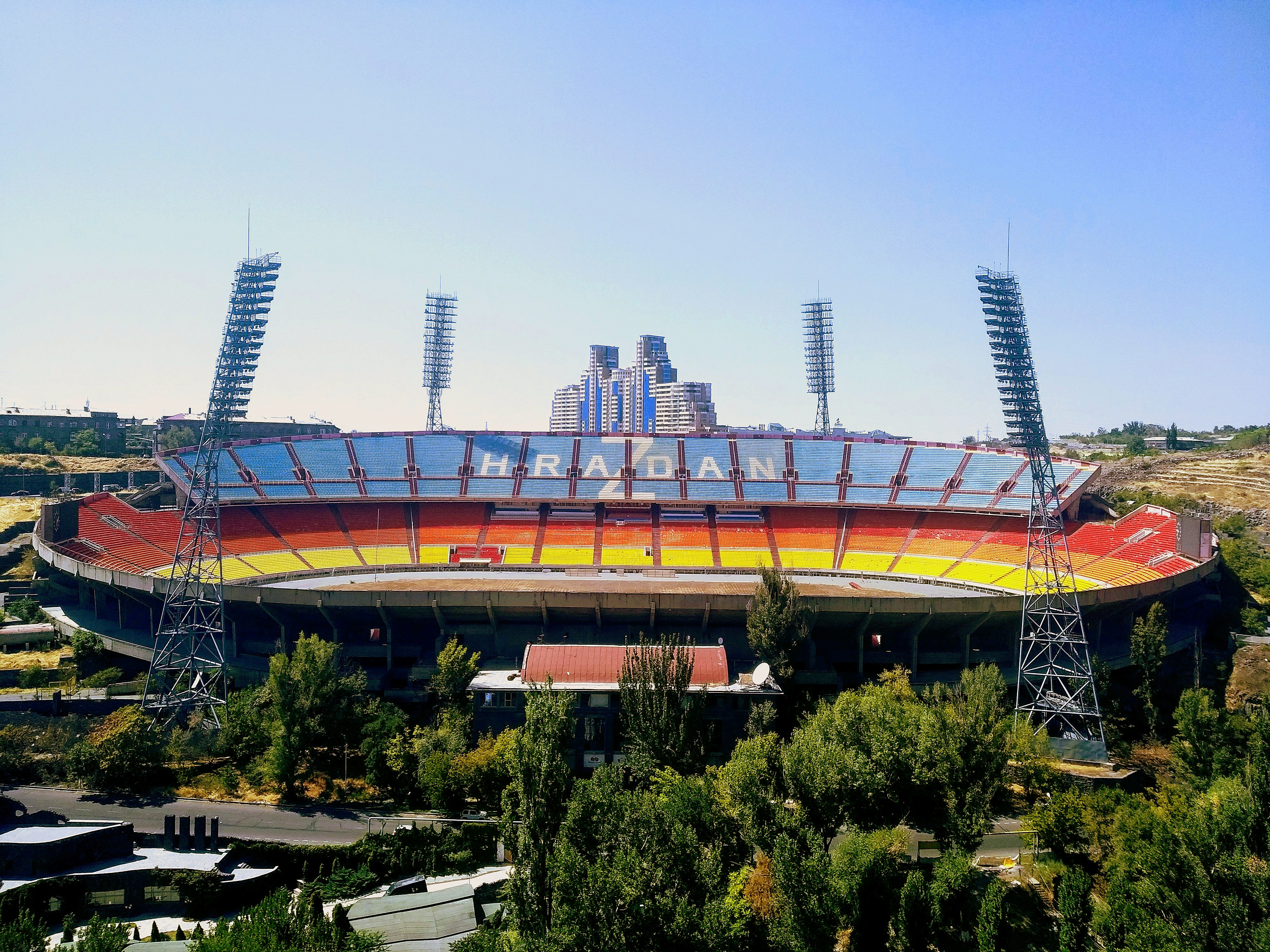
Frontalansicht (2019)
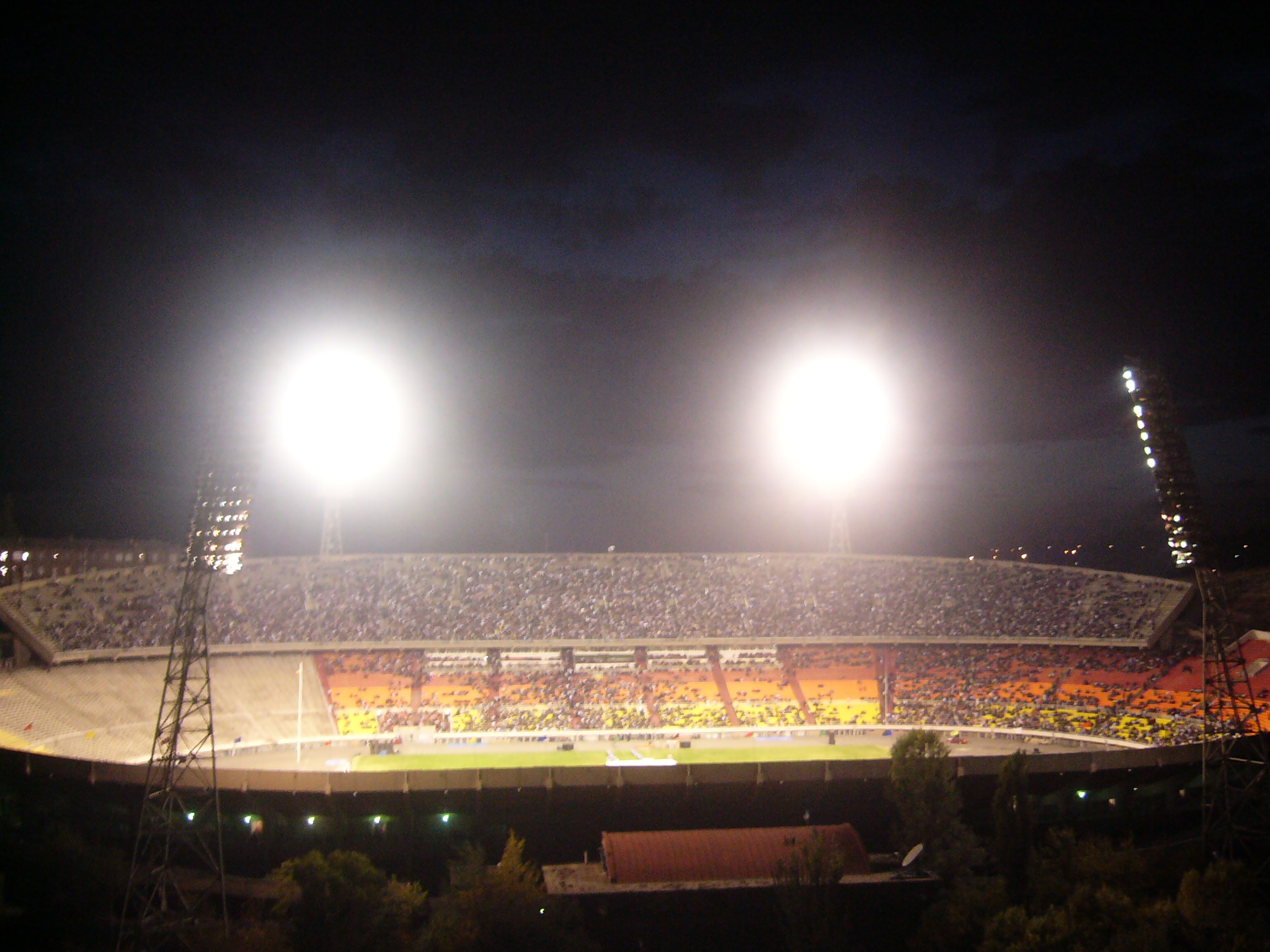
Nächtliche Beleuchtung (2005)